# Ларкин, Кристофер
Кри́стофер Ла́ркин (англ. Christopher Larkin, род. 2 октября 1987, Тэгу) — американский актёр корейского происхождения. Наиболее известен по роли Монти Грина в телесериале «100».

## Ранняя жизнь и образование
Ларкин родился в Тэгу, Республика Корея. В возрасте четырёх месяцев он был усыновлён специалистом по трудотерапии Элейн (урожд. Гулет) и вице-президентом компании по переездам Питером Ларкиным. Он вырос в Хеброне, штат Коннектикут. После окончания начальной школы в Хеброне и средней школы в Хартфорде в 2005 году, он посещал Фордемский университет в Линкольн-центре. Прежде, чем получить степень бакалавра искусств, Ларкин сыграл в нескольких офф-Бродвейских постановках в 2009 году.

## Фильмография
| Год       |    | Русское название       | Оригинальное название | Роль                |
| --------- | -- | ---------------------- | --------------------- | ------------------- |
| 2001      | тф | Восход Фламинго        | The Flamingo Rising   | Абрахам Джейкоб Ли  |
| 2005      | ф  | Freeвольная жизнь      | Strangers with Candy  | Ким                 |
| 2006      | ф  | Заплыв в жизнь         | The Big Bad Swim      | кассир              |
| 2008      | с  | Одна жизнь, чтобы жить | One Life to Live      | Дэн                 |
| 2011      | тф | Купер и Стоун          | Cooper and Stone      | Эй Джей Хоукс       |
| 2012      | с  |                        | Squad 85              | Бобби               |
| 2013      | с  | 90210: Новое поколение | 90210                 | Кент                |
| 2013      | с  | Неуклюжая              | Awkward               | нейтральная сторона |
| 2014—2018 | с  | 100                    | The 100               | Монти Грин          |